# Diazoéthane
Le diazoéthane est un composé organique de la famille des diazo, c'est-à-dire qui porte la fonction −N=N+= éminemment instable. Sa formule semi-développée est CH3-CH=N+=N−. Il est notamment utilisé pour synthétiser le 1,1-diiodoéthane.

## Synthèse
Le diazoéthane peut être synthétisé à partir du chlorhydrate d'éthylamine qui, en réagissant avec de l'urée, est transformé en éthyl-urée. Celle-ci en réagissant directement avec le nitrite de sodium, NaNO2 puis en milieu acide, forme alors la nitroso-éthyl-urée. Finalement, cette nitroso-urée réagit avec l'hydroxyde de potassium et en éliminant un équivalent de cyanate de potassium, KCNO, forme le diazoéthane comme la nitroso-méthyl-urée forme du diazométhane :

## Sécurité
Le diazoéthane, comme le diazométhane, est éminemment explosif et très toxique par inhalation, ingestion ou contact.